# Hanamapur, Basavana Bagevadi
Hanamapur là một làng thuộc tehsil Basavana Bagevadi, huyện Bijapur, bang Karnataka, Ấn Độ.